# Castro de Sanabria
Castro de Sanabria (en senabrés Castru) es una localidad española del municipio de Cobreros, en la provincia de Zamora y la comunidad autónoma de Castilla y León.

## Localización
Se encuentra ubicado en la comarca de Sanabria, al noroeste de la provincia. Pertenece al municipio de Cobreros, junto con las localidades de: Avedillo de Sanabria, Barrio de Lomba, Cobreros, Limianos de Sanabria, Quintana de Sanabria, Riego de Lomba, San Martín del Terroso, San Miguel de Lomba, San Román de Sanabria, Santa Colomba de Sanabria, Sotillo de Sanabria y Terroso.
Se encuentra a 1´5 km de Puebla de Sanabria (capital de la comarca de Sanabria) y a unos 900 m de altitud, por sus tierras discurren dos grandes ríos, el río Tera (afluente del río Duero) y el río Castro que recibe su nombre del pueblo y que cruza Sanabria de oeste a este y que desemboca junto al río Tera en el Embalse de Cernadilla.
Castro se encuentra situado en pleno parque natural del Lago de Sanabria, el mayor lago de origen glaciar de España, además de un espacio natural protegido de gran atractivo turístico.

## Historia
Durante la Edad Media Castro de Sanabria quedó integrado en el Reino de León, cuyos monarcas habrían acometido la repoblación de la localidad dentro del proceso repoblador llevado a cabo en Sanabria. Tras la independencia de Portugal del reino leonés en 1143 la localidad habría sufrido por su situación geográfica los conflictos entre los reinos leonés y portugués por el control de la frontera, quedando estabilizada la situación a inicios del siglo XIII.
Posteriormente, en la Edad Moderna, Castro de Sanabria fue una de las localidades que se integraron en la provincia de las Tierras del Conde de Benavente y dentro de esta en la receptoría de Sanabria. No obstante, al reestructurarse las provincias y crearse las actuales en 1833, la localidad pasó a formar parte de la provincia de Zamora, dentro de la Región Leonesa, quedando integrado en 1834 en el partido judicial de Puebla de Sanabria.
Finalmente, en torno a 1850, el antiguo municipio de Castro de Sanabria se integró en el de Cobreros.

## Patrimonio
En el pueblo de Castro de Sanabria destacan sus edificaciones religiosas, una ermita, la del Bendito Cristo (arriba) y la iglesia de Isidoro (abajo), además destaca un cruceiro o cruz situada en el centro del pueblo que indica el itinerario de la Ruta de la Plata del Camino de Santiago.
Por las tierras de Castro de Sanabria discurre la carretera N-525, la autovía A-52 y próximamente la línea de AVE entre Madrid y Galicia.
Aunque en el pueblo de Castro no hay ningún comercio, si los hay en la carretera N-525, situada a 1 km de distancia.